# Зонненберг, Франц Антон Иосиф Игнац Мария фон
Франц Антон Иосиф Игнац Мария фон Зонненберг (нем. Franz Anton Joseph Ignaz Maria von Sonnenberg; 5 сентября 1779, Мюнстер — 22 ноября 1805, Йена) — немецкий поэт.
Ещё будучи в гимназии, набросал, в подражание клопштокской «Мессиаде», план эпоса «Das Weltende», соединяющего в себе все недостатки дикой фантазии и напыщенной декламации. Позже жил уединённо в Йене, где написал эпос «Donatoa» — также картину гибели мира.
Окончил жизнь самоубийством, выбросившись из окна. «Donatoa» издана Грубером, с биографией Зонненберга (1806). Несмотря на недостатки в плане и выполнении, отдельные места отличаются силой и глубиной чувства. Изданы также его «Gedichte» (1806).